# Цинцерень (Прахова)
Цинцерень, Цинцерені (рум. Țânțăreni) — село у повіті Прахова в Румунії. Входить до складу комуни Блежой.
Село розташоване на відстані 59 км на північ від Бухареста, 3 км на північ від Плоєшті, 82 км на південний схід від Брашова.

## Населення
За даними перепису населення 2002 року у селі проживали 1580 осіб.
Національний склад населення села:
| Національність | Кількість осіб | Відсоток |
| -------------- | -------------- | -------- |
| румуни         | 1514           | 95,8%    |
| цигани         | 66             | 4,2%     |

Рідною мовою назвали:
| Мова      | Кількість осіб | Відсоток |
| --------- | -------------- | -------- |
| румунська | 1521           | 96,3%    |
| циганська | 59             | 3,7%     |